# Métropole orthodoxe grecque de Panama, d'Amérique centrale et des Caraïbes
La métropole orthodoxe grecque de Panama, d'Amérique centrale et des Caraïbes est une juridiction de l'Église orthodoxe au Mexique, en Amérique centrale et aux Antilles dont le siège est à Mexico. Elle est rattachée canoniquement au Patriarcat œcuménique de Constantinople. L'évêque porte le titre de Métropolite de Panama, d'Amérique centrale et des Caraïbes.